# Ostřice Hallerova
Ostřice Hallerova (Carex halleriana), někdy též ostřice předalpská, je druh jednoděložné rostliny z čeledi šáchorovité (Cyperaceae). Autor Ignacio Jordán de Asso y del Rio popsal druh ve svém díle Synopsis stirpium indigenarum Aragoniae jako Carex halleriana. U některých pozdějších autorů se lze setkat i s variantou Carex hallerana. Rostlina byla pojmenována po švýcarském botanikovi Albrechtu von Hallerovi.

## Popis
Jedná se o rostlinu dosahující výšky nejčastěji 5–20 (zřídka až 40) cm. Je vytrvalá, hustě trsnatá, s krátkými oddenky. Listy jsou střídavé, přisedlé, s listovými pochvami. Lodyha je tupě trojhranná, nahoře drsná. Bazální pochvy jsou kaštanově hnědé, vláknitě rozpadavé. Čepele jsou asi 1,5–2,5 mm široké. Ostřice Hallerova patří mezi různoklasé ostřice, nahoře je klásek samčí, dolní klásky jsou pak samičí. Samčí klásek je většinou 1, je přisedlý a kopinatý. Samičích klásků je nejčastěji 1–3, dolní klásek je oddálený a velmi dlouze stopkatý (7–20 cm), ostatní jsou nahloučené v horní části a téměř přisedlé. Dolní listen (nikoliv bazálního klásku ale nejspodnějšího z horních klásků) je zpravidla kratší nebo téměř stejně dlouhý jak zbytek květenství. Okvětí chybí. V samčích květech jsou zpravidla 3 tyčinky. Blizny jsou většinou 3. Plodem je mošnička, která je nejčastěji 4–5 mm dlouhá, zelenohnědá, eliptická až obvejčitá, podélně žilnatá, zvláště nahoře trochu pýřitá, na vrcholu zúžená v krátký zobánek. Každá mošnička je podepřená plevou, která je červenohnědá až hnědá, blanitě lemovaná, se zeleným středním žebrem.

## Rozšíření ve světě
Ostřice Hallerova je teplomilný druh suchých trávníků a světlých lesů, vyhledává spíš bazický podklad. Roste hlavně ve Středomoří a jeho širším okolí, nejsevernější lokality leží v jižním Německu, v Rakousku a na Slovensku. Přesahuje až do SZ Afriky, dále roste v západní Asii, jako Malá Asie, Izrael, na východ až po Írán. V České republice neroste, na Slovensku je velmi vzácná, je známa jen z lokality v Tematínských vrších v pohoří Považský Inovec.